# قصص و حکایات المرضی
قصص و حکایات المرضی، کتابی است از محمد زکریای رازی و همان طور که از نام آن برمی‌آید در خصوص شرح حال بیمارانی است که رازی آن‌ها را دیده یا به معالجه آن‌ها پرداخته است.

## چاپ
این کتاب در سال ۲۵۳۶ شاهنشاهی به سعی و اهتمام دکتر محمود نجم‌آبادی از روی نسخه چاپ عربی مطبعه الرحمانیه مصر، توسط انتشارات دانشگاه تهران به چاپ دوم، و توسط دیگران به چاپ‌های متعدد دیگر رسیده است.

## کلیات
این کتاب از حیث اینکه رازی در آن شرح حال‌ها بیماران را با نام و شغل و ... ذکر کرده‌است، بسیار حائز اهمیت است. در مجموع شرح حال سی و چهار نفر از بیماران در این کتاب موجود است.